# 永田一二
永田 一二（ながた かずじ、1850年（嘉永3年）2月 - 1897年（明治30年）1月28日）は、日本の武士（中津藩士）、自由民権運動家。

## 経歴
中津藩士・永田源右衛門の長男に生まれる。幼名は兼太郎。1871年（明治4年）、藩主奥平昌邁に続いて慶應義塾に入塾した。廃藩置県のため中津市学校の教員となるが、まもなく退任して義塾に戻り1875年（明治8年）卒業。1877年（明治10年）7月から高知の立志学舎に英学教師として派遣され、傍ら自由民権運動に没頭。1880年（明治13年）に愛国社に加わった。愛国志林記者、愛国新誌記者、山陽新報主筆、日本立憲政党新聞記者などを経て1882年（明治15年）には福井の杉田定一に招かれ北陸自由新聞主筆となり、1884年（明治17年）東海暁鐘新報の主筆となり、海南新聞、北陸公論、江湖新聞、東海新報、岡山日報を歴任。「私草憲法」という私擬憲法の起草にも携わった。